# Йоганесруська волость
Йоганесруська волость — адміністративно-територіальна одиниця Мелітопольського повіту Таврійської губернії.
Станом на 1886 рік складалася з 2 поселень, 2 сільських громад. Населення — 674 осіб (338 чоловічої статі та 336 — жіночої), 93 дворових господарств.
|                    | Площа, десятин | У тому числі орної, дес. |
| ------------------ | -------------- | ------------------------ |
| Сільських громад   | 4624           | 2184                     |
| Казенної власності | 3547           | 1500                     |
| Іншої власності    | —              | —                        |
| Загалом            | 8171           | 3684                     |

Поселення волості:
- Йоганесру — колонія німців при річці Тащенак за 16 верст від повітового міста, 349 осіб, 46 дворів, школа.
- Гуттерталь — колонія німців при річці Тащенак, 325 осіб, 47 дворів, молитовний будинок менонітів, школа, черепичний завод.